# Premio internacional de biología
El premio internacional de biología (en idioma japonés 国際生物学賞, Kokusai Seibutsugaku-shō)  es un galardón anual para recompensar las importantes contribuciones y fomento a la biología. Creado en 1985 para reconocer por parte del emperador de Japón,Hirohito, el interés por las ciencias biológicas así como para apoyar a las mismas por su finalidad investigadora, hecho que las hace útiles y necesarias. La selección y la adjudicación está gestionada por la Sociedad Japonesa para la Promoción de la Ciencia del Ministerio de Educación, Cultura, Deportes, Ciencia y Tecnología de Japón. El ganador recibirá un certificado acompañado de un premio de 10 millones de yenes, además que este será entregado por el Emperador.

## Galardonados y campos de estudio[1]
Source: Japan Society for the Promotion of Science
| Año  | Ganador                  | Nacionalidad            | Campo                                           |
| ---- | ------------------------ | ----------------------- | ----------------------------------------------- |
| 1985 | E. J. H. Corner          | Reino Unido             | Taxonomía y Biología Sistemática                |
| 1986 | Peter H. Raven           | Estados Unidos          | Taxonomía y Biología Sistemática                |
| 1987 | John B. Gurdon           | Reino Unido             | Biología del Desarrollo                         |
| 1988 | Motoo Kimura             | Japón                   | Biología de la Población                        |
| 1989 | Eric James Denton        | Reino Unido             | Biología Marina                                 |
| 1990 | Masakazu Konishi         | Japón                   | Biología del Comportamiento                     |
| 1991 | Marshall D. Hatch        | Australia               | Botánica funcional                              |
| 1992 | Knut Schmidt-Nielsen     | Noruega Estados Unidos  | Fisiología comparativa y Bioquímica             |
| 1993 | Edward O. Wilson         | Estados Unidos          | Ecología                                        |
| 1994 | Ernst Mayr               | Alemania Estados Unidos | Biología Sistemática y Taxonomía                |
| 1995 | Ian R. Gibbons           | Reino Unido             | Biología celular                                |
| 1996 | Ryuzo Yanagimachi        | Japón                   | Biología reproductiva                           |
| 1997 | Elliot Martin Meyerowitz | Estados Unidos          | Botánica                                        |
| 1998 | Otto Thomas Solbrig      | Argentina               | Biología de la Biodiversidad                    |
| 1999 | Setsuro Ebashi           | Japón                   | Fisiología animal                               |
| 2000 | Seymour Benzer           | Estados Unidos          | Biología del Desarrollo                         |
| 2001 | Harry B. Whittington     | Reino Unido             | Paleontología                                   |
| 2002 | Masatoshi Nei            | Estados Unidos          | Biología Evolutiva                              |
| 2003 | Shinya Inoué             | Estados Unidos          | Biología celular                                |
| 2004 | Thomas Cavalier-Smith    | Reino Unido             | Biología sistemática y Taxonomía                |
| 2005 | Nam-Hai Chua             | Reino Unido             | Biología estructural, Morfología y Morfogénesis |
| 2006 | Serge Daan               | Países Bajos            | Cronobiología                                   |
| 2007 | David Swenson Hogness    | Estados Unidos          | Genética                                        |
| 2008 | David Tilman             | Estados Unidos          | Ecología                                        |
| 2009 | Winslow Briggs           | Estados Unidos          | Botánica                                        |
| 2010 | Nancy A. Moran           | Estados Unidos          | Biología de Simbiosis                           |
| 2011 | Eric H. Davidson         | Estados Unidos          | Biología del Desarrollo                         |
| 2012 | Joseph Altman            | Estados Unidos          | Neurobiología                                   |
| 2013 | Joseph Felsenstein       | Estados Unidos          | Biología evolutiva                              |
| 2014 | Peter Crane              | Reino Unido             | Biología de la Biodiversidad                    |
| 2015 | Yoshinori Ohsumi         | Japón                   | Biología celular                                |
| 2016 | Stephen P. Hubbell       | Estados Unidos          | Biología de la Biodiversidad                    |
| 2017 | Rita R. Colwell          | Estados Unidos          | Biología marina                                 |
| 2018 | Andrew H. Knoll          | Estados Unidos          | Ciencias de la Tierra y Planetología            |
| 2019 | Naomi Pierce             | Estados Unidos          | Biología de Insectos                            |
| 2020 | Shinozaki Kazuo          | Japón                   | Biología de Respuestas Medioambientales         |
| 2021 | Timothy Douglas White    | Estados Unidos          | Biología de Evolución Humana                    |
| 2022 | Tsukamoto Katsumi        | Japón                   | Biología de Peces                               |
| 2023 | Richard M. Durbin        | Reino Unido             | Biología del Genoma                             |